# 洗い越し

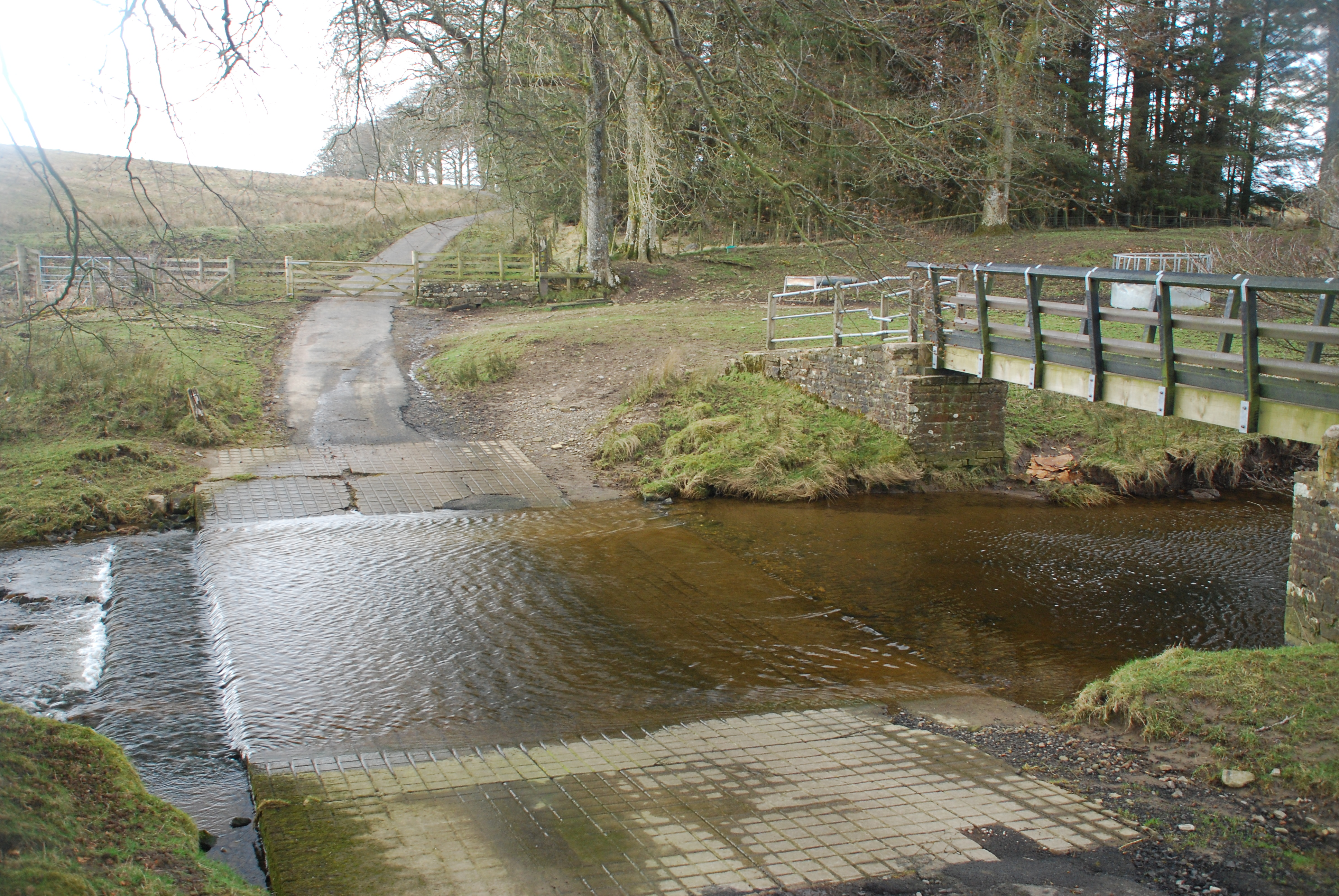
イングランドのカーライル郊外にある洗い越し

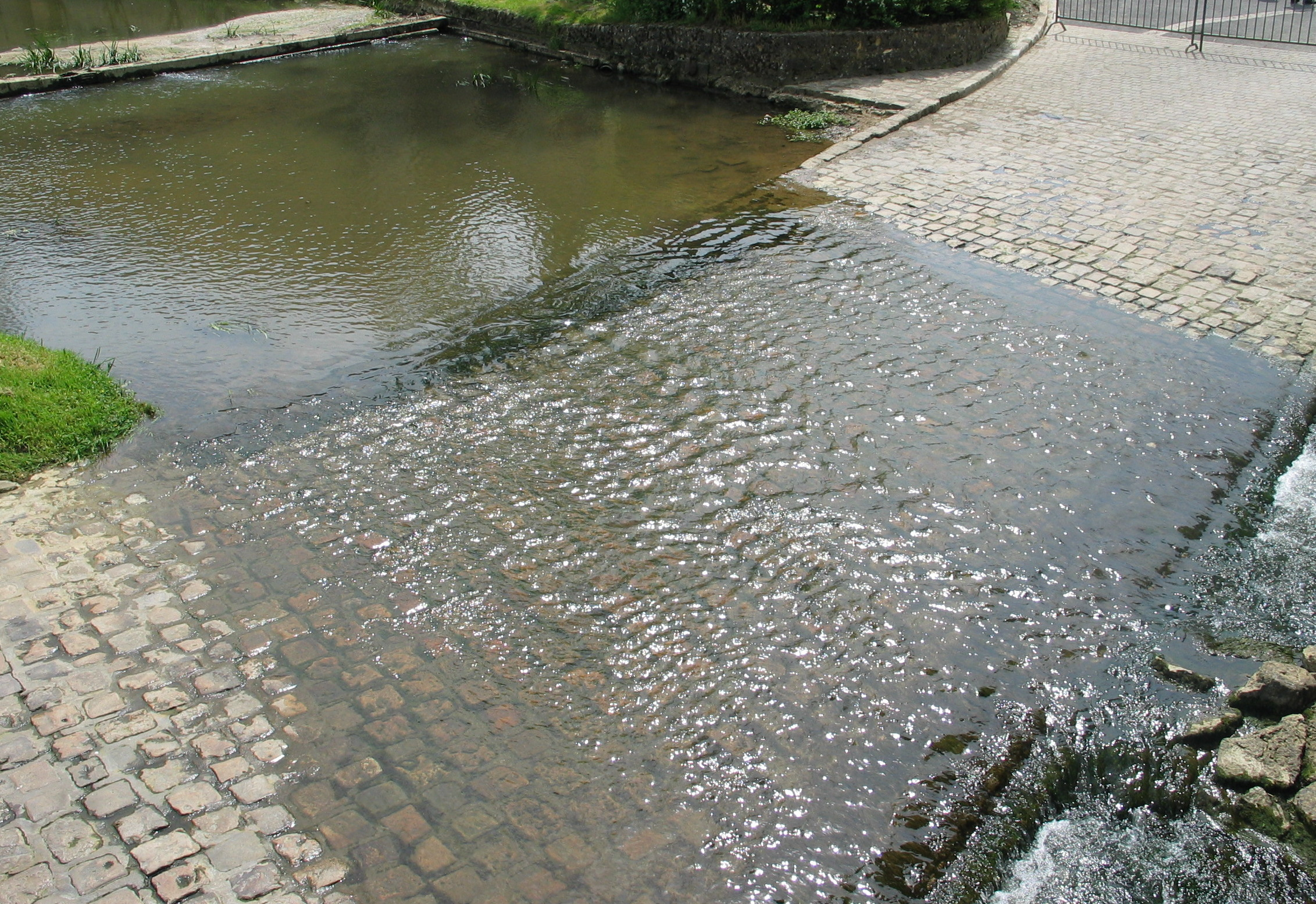
フランス北部の町メジーユに見られる洗い越し。石畳の舗装道が川と交差している。

洗い越し（あらいごし）とは、道の上を川が流れるようにしてあるものをいう。橋梁を架けない理由として、コストや建築技術的な問題、敵の進軍を想定などが挙げられる。また、森からの沢水を山側から谷側に流すために道を横切るように作られた排水溝の機能を持たせた構造で、道の流水による侵食や崩壊を防ぐ目的がある。林道の路面排水設計の手法として知られている。

## 日本語表現
『日本国語大辞典〈第2版〉』は見出し語として「あらい-こ・す【洗越】」を立項し、語義を「川の水などが、物の上を洗って、流れ越す」と記している。現代の日本語では、意図的に道路上を川が流れる（すなわち、川の水が道路を流れ越す）ように設計されている地点を指して「洗い越し」と呼ぶ。
日本語において「川などを歩いて渡る」ことは、漢語で「徒渉/渡渉（としょう）」、大和言葉で「かちわたり（徒渡/徒渡り、歩渡、歩行渡）」 といい、その適地は「徒渉地/渡渉地」「徒渉点/渡渉点」などという。
日本語には「渡し」という言葉もあるが、川や海を渡過すること、または、渡過する場所をいう。元々は浅瀬を歩く「徒渡（かちわたり）」を指したが、大化の改新以降、徒渡の困難な場所に船と船子（水夫）を置くよう定められた。江戸時代には幕府が制度を大規模に整備している。ほかにも、船で人を対岸に運ぶこと、その船、その船の着く場所をも指す。
また、「川越/川越し（かわごし）」は、川を歩いて渡ることをいう。上述のとおり、江戸時代には厳格に整備された制度「川越（かわごし、かわごえ）」が成立し、独特の社会や職種が生み出された。

## 概要

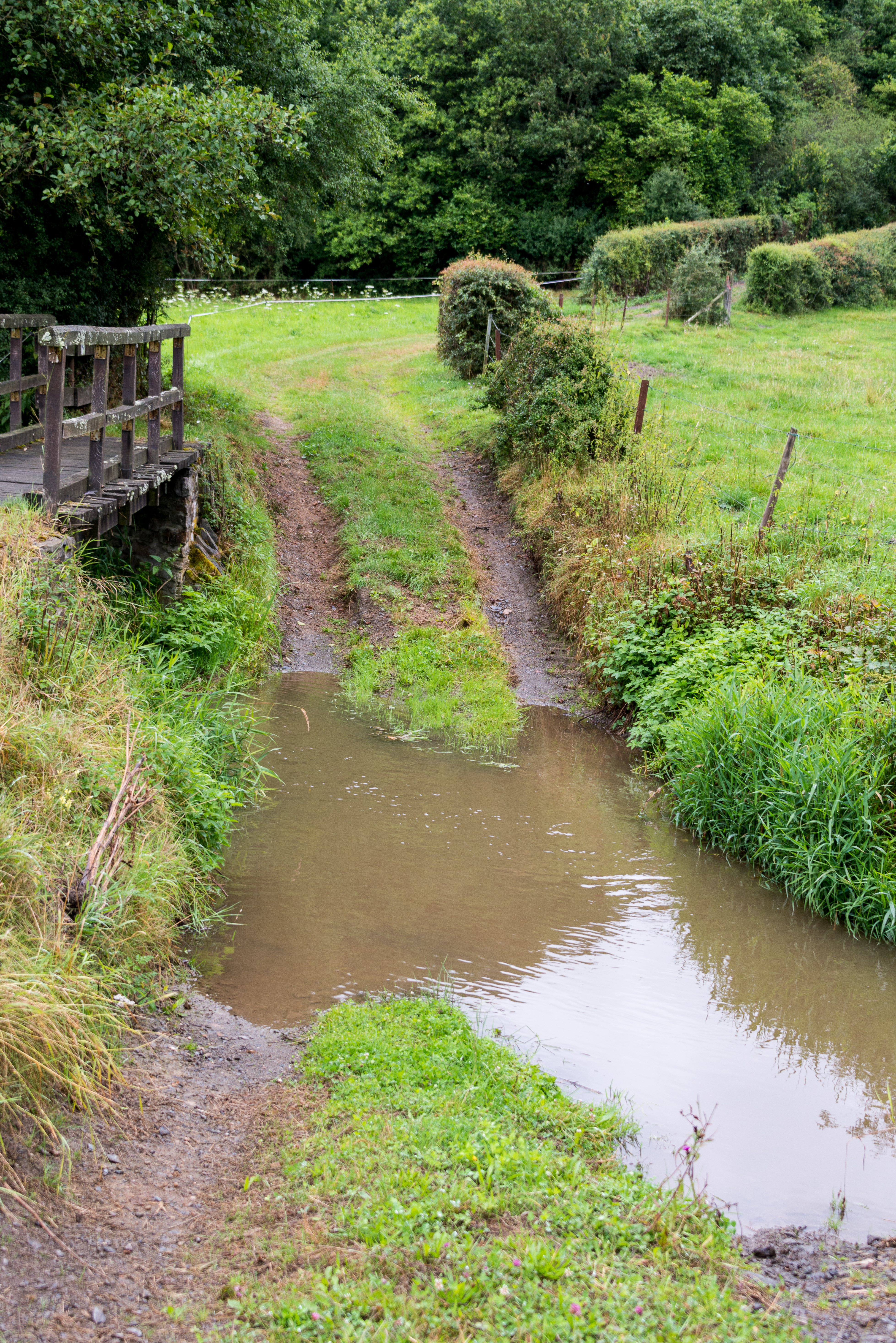
大昔にもあったであろうことを想起できる素朴な渡渉地。もっとも、都市として繁栄できたのはこのように小規模な渡渉地ではない。

徒歩での渡渉が可能な場所は、旅に限らず、交易や戦争の観点からも重要であり、こうした場所のそばには城や関所、町や市が設けられ、さらにそれらが通行料を取り立てる拠点ともなった。
英語の フォード（“ford”） や ドイツ語の フルト（“Furt”） は、逆成語としてゲルマン祖語に “furduz （=ford、渡渉点）” (cf.)、インド・ヨーロッパ祖語に “pértus（=crossing、横断、交差、交差点）” が想定されるほど、遠い昔から長く広く用いられてきた「徒渉/渡渉」の要衝を表す語群のなかにあって、最もよく知られているという意味での代表格である。日本では「浅瀬」と訳されることが昔から多かったこれらの語は、正確には本項でいうところの「徒渉地/渡渉地」「徒渉点/渡渉点」のことであって、後述する「固有名詞の中の渡渉点」節で示すように多くの固有名詞の構成語にもなってきた。このような徒渉点/渡渉点を中核として成長したことを示す都市名が世界各地に存在する。ただし、アメリカ州やオセアニア州などの入植地に築かれた都市の場合、本来の徒渉地起源の都市名とは興りがまったく違っていて、繁栄しているその都市が郷里であったり憧れの地であったりすることによる、ちなんだりあやかったりの命名である例が非常に多く、これらは直接的な徒渉地由来地名には当たらない。

### 日本の洗い越し遺構
和歌山県の熊野古道では石畳や土の道の上を意図的に水を横断させる、江戸時代以前に作られた排水設備（洗い越し）を見ることができる。
日本でも、大河に対する渡り場は「渡り」「渡し」「川越」「河越」などと呼ばれ、今も各地にそのような地名が残る。江戸時代に「川越し人足」による「徒歩渡し、輩台渡し、馬渡し」を行っていた東海道の大井川の渡しは有名である。江戸時代には、東海道は酒匂川・興津川・安倍川・大井川・瀬戸川、中山道では千曲川と碓井川を川越とした。これらの川の渡し場は関所としての機能を有し、関所川と認識されていた。

## 固有名詞の中の渡渉点
※［　］内は語源学的表記法に準ずる。［A＜B］は「AはBから派生、BはAの語源」の意。
※略称は、En=英語、ME=中英語、OE=古英語、De=ドイツ語、OHG=古高ドイツ語、La=ラテン語。
- 「渡渉点」
  - フォード　[ En ＜ ME: Ford[28]（ファミリーネーム。※ゲルマン系地形由来人名）＜ OE: ford（渡渉点）]

- 「地形 + 渡渉点」
  - クリフォード　[ En ＜ ME: Clifford（ファミリーネーム）＜ Clifford（地名。※12世紀初出）＜ clyf（steep bank, cliff {切り岸、険しい土手}, OE: clif）+ ford（渡渉点）] [29]

- 「生物 + 渡渉点」
  - ハートフォード　[ En: Hertford（地名）＜ OE: Herutford（地名。731年初出）＜ herut（hart {牡の赤鹿}）+ ford（渡渉点）] [30]
  - オックスフォード　[ En: Oxford（地名）＜ ME: Oxforde（Oxfordの古名）＜ OE: Oxnaforda, Oxnaford（Oxfordの10世紀頃の古名）＜ oxna（of oxa {牡牛の…}）+ ford（渡渉点）] [31][32]

- 「人間集団 + 渡渉点」

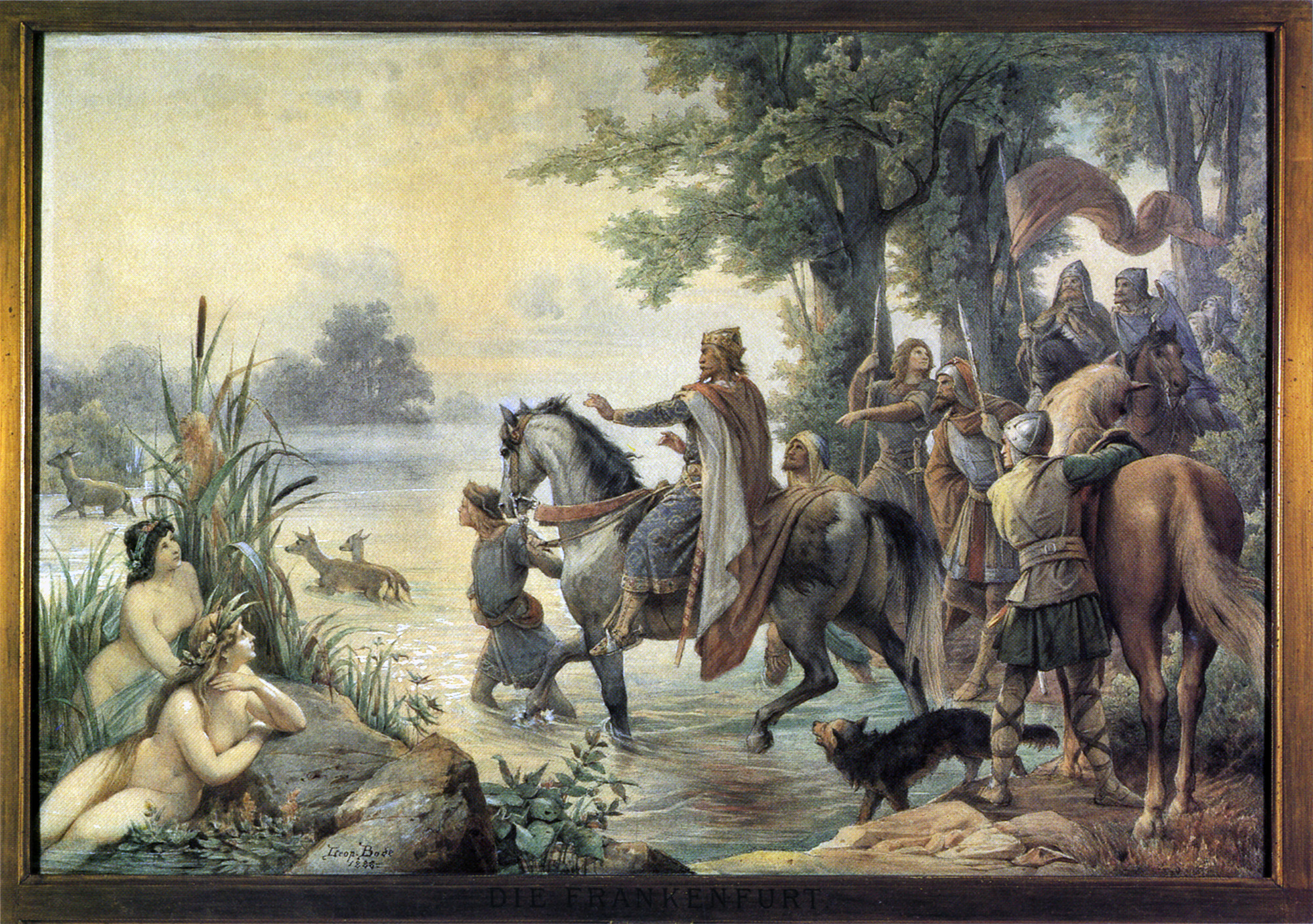
カール大帝は占領地の不案内な徒渉地を通ってマイン川を渡る必要があったが、神が遣わされた1頭の牝鹿の導きで安全に渡ることができた。"マイン河畔のフランクフルト（現・フランクフルト・アム・マイン）"の地名の興りにまつわる伝説である。本作はレオポルド・ボーデの手になる1888年の水彩画。フランクフルト歴史博物館所蔵。

- - フランクフルト　[ De: Frankfurt（地名）＜ OHG: Frank（フランク人の…）+ furt（ford {渡渉点}）＜ Frankonovurd（Frankfurtの古名）＜ Franko(s)-（フランク人の…）??? + vurdim（渡渉点）, La: Francōrum vadus（地名）＜ La: vadum（shallow, ford {渡渉点}）+ francōrum（フランク人の…）]

※530年頃、フランク人がアレマン人に取って代わり、マイン川下流域の覇権を掌握したが、新しい支配者はのちに「フランク人の渡渉点」の名で呼ばれることになるマイン河畔の渡渉点を交易の要衝として重視し始めたと考えられる。これが史実から導き出せる地名の由来である。カール大帝にまつわる神懸かった伝説はティートマール・フォン・メルゼブルクの『年代記』に見られる記述であるが、史実とは食い違う。
- ヘレフォード　[ En ＜ ME ＜ OE: Hereford（地名。958年初出）＜ here（an army {軍、軍隊}）+ ford（渡渉点）]  　※異説あり。
- ヘルフォルト　[ De ＜ OHG: Herford（地名）＜ her（an army {軍、軍隊}）+ ford（渡渉点）] 

- 「構造物 + 渡渉点」
  - ストレットフォード　[ En ＜ ME: Stretford（地名）＜ OE: stræt（street {通り}, ＜ La: strāta {ローマ街道}）+ ford（渡渉点）]
  - ストラトフォード　[ En ＜ ME: Stratford（地名）＜ OE: stræt（street {通り}, ＜ La: strāta {ローマ街道}）+ ford（渡渉点）]
  - スタッフォード　[ En: Stafford（地名）＜ ME: Stæfford（地名）＜ OE: stæð（landing-place {荷上場}）+ OE: ford（渡渉点）] [34]

※トレント川の支流サウ川の河畔にて生じた地名。

### その他
- オランダ語
  - -voorde（オランダ語版） が渡渉点にあたる。オランダの自治体：フォルデン（英語版）（Vorden）、クーフォルデン（Coevorden）
  - -drecht（オランダ語版） が、オランダのフリースラントで使用される。ユトレヒト
- ドイツ：オクセンフルト

## 現代の渡渉点

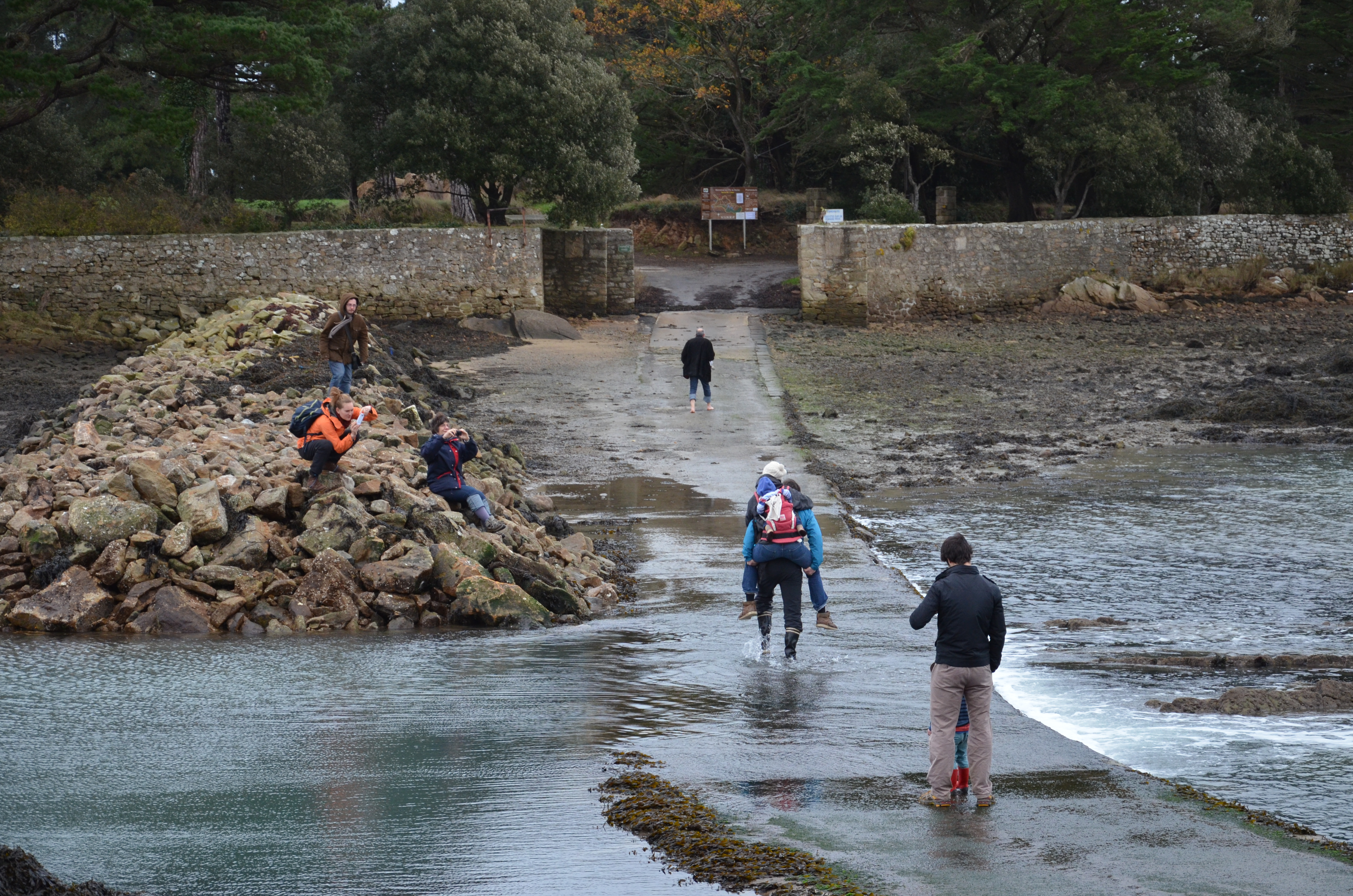
フランスはブルターニュ地方のベルデ島に見られる洗い越し。

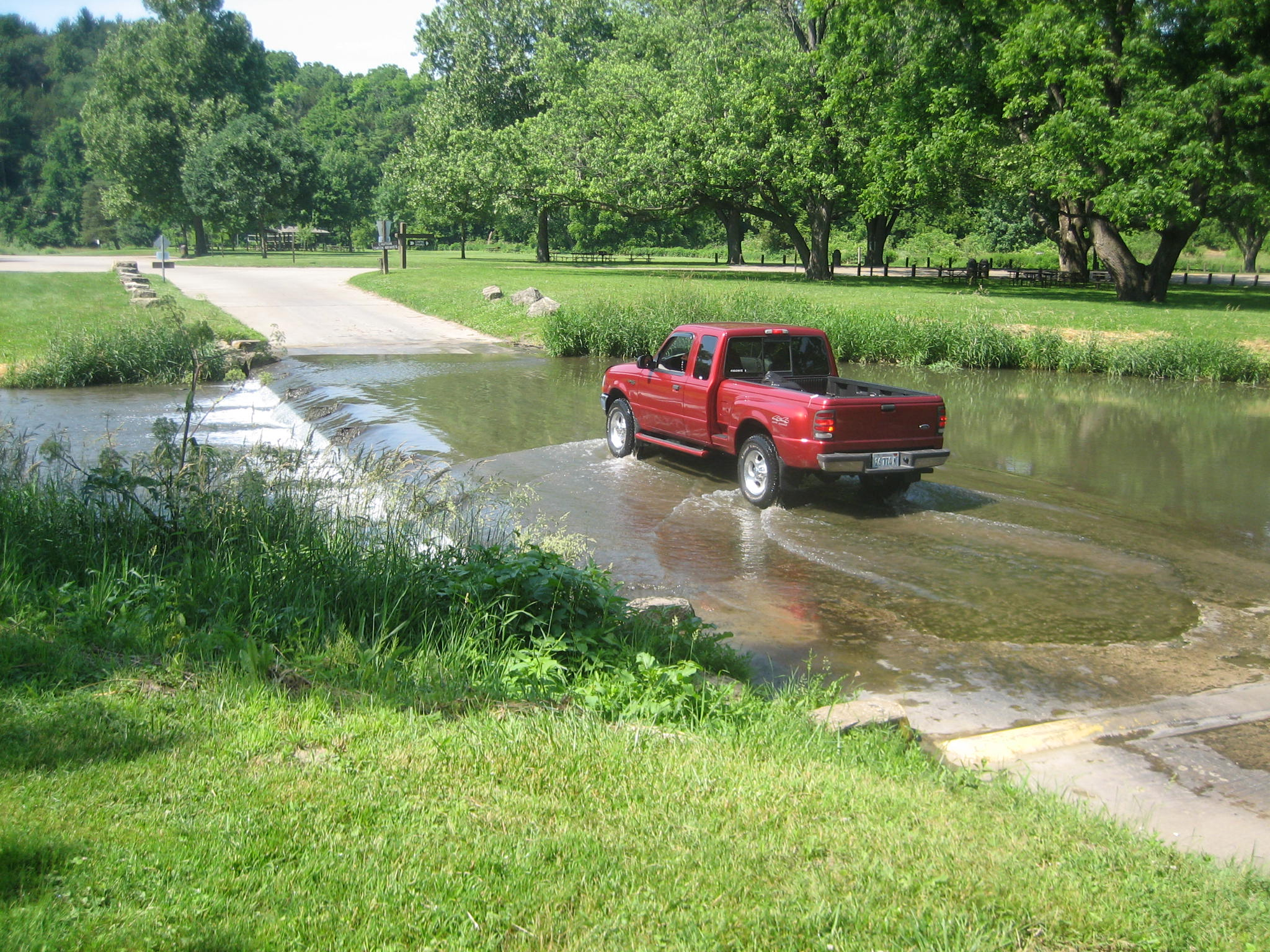
公園内の舗装された洗い越しをピックアップトラックが渡る。アメリカ合衆国イリノイ州。

現代においても、昔ながらの自然地形の中に生じた渡渉点やインフラが不備であるがゆえの自然さながらに見える渡渉点というものは、世界に遍在する。あるいはまた、そのような景観が面白がられて観光地化する例や、地域住民が生活するうえで何らかの利点があることにより、あえて維持されている例もあり、必ずしも残念な事情によって整備されないことで残っている地形というわけでもない。
一方で、現代的都市文明圏においては、多くの場合、大河や都心部の川には橋がかけられるのが普通であるため、洗い越しが見られるのは橋を架けることが費用対効果に見合わない山岳部や農村地帯に限られている。また、自然公園などでは景観や自然保護のためにあえて洗い越しにしておくことがある。しかし、大抵の洗い越しは、前後の道路が砂利道の場合でも、川底だけはコンクリート舗装や石畳にして水流による侵食を抑制する。

## 現代の日本の洗い越し

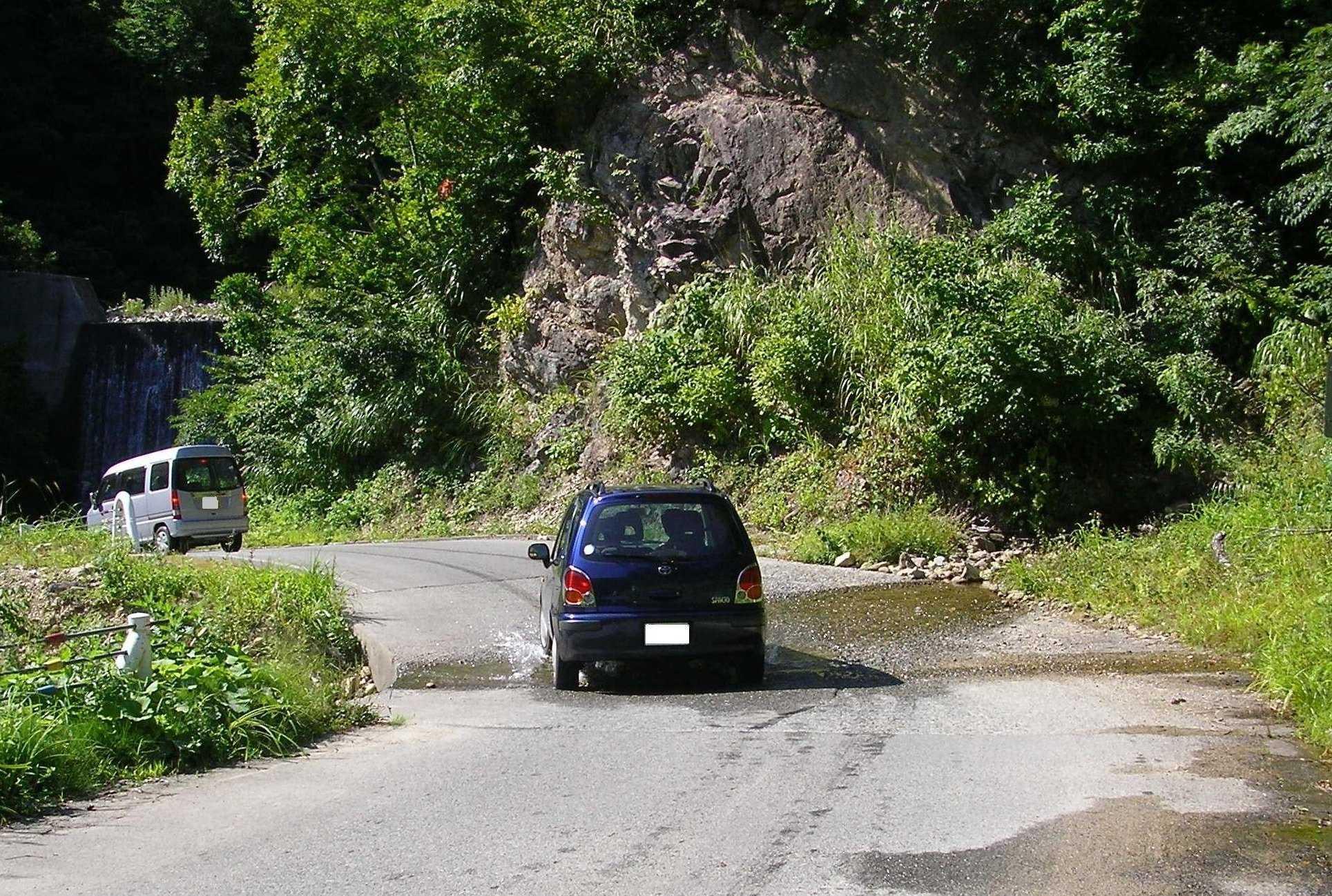
青いトヨタ・カローラスパシオの通過する、国道352号・奥只見湖岸の洗い越しの一例

現在の日本の一般道では洗い越しは少なく、それのある国道や都道府県道は、いわゆる「酷道」や「険道」として名所になっているところもある。
降雨時およびその後は水量が増すため、通行禁止になることもあり、通行出来る場所（場合）でも細心の注意が必要である。
この構造を実現する土木工法は洗越工、あるいは洗い越し工と表記され、林道（林業用道路）の排水施工として一般的な手法である。林野庁の「林道洗越工設計上の留意点等（案）」は洗越工の設計指針として路面をコンクリート路面工としているが、コンクリートを用いず、現地で調達した丸太などを利用した低コストの簡易的な洗い越し工法も用いられている。

### 主な洗い越しの例
- 国道157号（国道418号重複）（岐阜県本巣市根尾黒津 - 温見峠間） - 架橋はコストパフォーマンスが悪いため洗い越しとなっている[43]。

## 渡渉点の戦い
戦場においては、敵の進行を止めるために橋を壊したり、そもそも作らないようにしていることもあるため、人や車が移動できる浅瀬は重要視された。戦略的に重要である渡渉点が戦場で使用された特筆すべき戦いとして、以下のものを挙げることができる。
- 川中島の戦い 第四次合戦 - 1561年。日本、信濃国。千曲川流域の雨宮の渡しなど。
- 姉川の戦い - 1570年。織田・徳川連合軍と浅井・朝倉連合の戦い。姉川の浅瀬を間にして互いに陣を構えた。
- 白馬の戦い・官渡の戦い - 中国の三国時代、騎兵が渡れる白馬と兵が渡れる延津に曹操が兵を配して戦った[46]。中国。
- アッサイェの戦い - 1803年9月23日。インド。
- チャンセラーズヴィルの戦い - 1863年4月30日–5月6日。アメリカ。
- バッフィントン島の戦い - 1863年7月19日。アメリカ。

また、フィクションとしては、イギリス陸軍大尉の手になる小説仕立ての兵法書『愚者の渡しの防御』（1904年刊）が知られている。本作では周辺で唯一、車両が渡河できる「愚者の渡し」の防衛手法を説明している。
古代中国の兵法書『孫子』行軍篇には、「絕水必遠水，客絕水而來，勿迎之于水內，令半濟而擊之，利；欲戰者，無附于水而迎客，視生處高，無迎水流，此處水上之軍也」（水を渡ったら必ず水から遠ざかる。川を渡って攻撃してきたときに川の中で攻撃せず、半数が渡り切ったところで攻撃せよ。攻撃の時には川の上流か高い場所をとるように）とある。